# Nemastomella spinosissima
Espèce
Synonymes
- Nemastoma spinosissima Kraus, 1961

Nemastomella spinosissima est une espèce d'opilions dyspnois de la famille des Nemastomatidae.

## Distribution
Cette espèce est endémique de Cantabrie en Espagne. Elle se rencontre dans les pics d'Europe.

## Description
Le mâle holotype mesure 2,3 mm.

## Systématique et taxinomie
Cette espèce a été décrite sous le protonyme Nemastoma spinosissima par Kraus en 1961. Elle est placée dans le genre Nemastomella par Staręga en 1987.

## Publication originale
- Kraus, 1961 : « Die Weberknechte der Iberischen Halbinsel (Arach., Opiliones). » Senckenbergiana biologica, vol. 42, p. 331–363.